# David Garrett (album)
David Garrett è un album dell'omonimo violinista, edito nel 2009 dalla Decca negli Stati Uniti.
L'album ha raggiunto la prima posizione nella classifica Classical Albums.
Si tratta di un sunto dell'attività del musicista, legata soprattutto alla sua esperienza con la musica rock e all'album Encore.

## Track listing
1. "Estate" (Antonio Vivaldi)
2. "Nothing Else Matters" (Metallica)
3. "He's a Pirate" (colonna sonora di Pirati dei Caraibi)
4. "Smooth Criminal" (Michael Jackson)
5. "Csardas Gypsy Dance" (Vittorio Monti)
6. "Who Wants to Live Forever?" (Queen)
7. "Thunderstruck" (AC/DC)
8. "Ain't No Sunshine" (Bill Withers)
9. "Carmen Fantasie" (Georges Bizet) featuring Paco Peña, chitarra
10. "Air" (J.S. Bach)
11. "Zorba's Dance" (dal film Zorba il greco)
12. "Chelsea Girl"
13. "Rock Prelude"
14. "Dueling Banjos" (dal film Deliverance)